# Монастыри Москвы
В данном списке представлена информация о монастырях, находящихся в современных границах города Москвы, а также об упразднённых монастырях и существующих монастырских подворьях.
В современной Москве в пределах МКАД расположены 15 действующих православных монастырей (и в новой Москве — 1), и, по крайней мере, 9 монастырских подворий.
В 1917 году, накануне революции, на территории, сегодня очерченной МКАД, находилось 30 действующих монастырей и обителей (в том числе 2 единоверческих). Из них на 2017 год: 15 действуют, 2 полностью сохранились, но не действуют, в двух действуют бывшие монастырские соборы, один воссоздан с нуля в качестве монастырского подворья, 5 в значительной степени разрушены, 5 разрушены целиком.
Также на территории Москвы сегодня действуют 1 католический монастырь, 1 старообрядческая монастырская община (Федосеевского согласия) и старообрядческий храмовый комплекс на Рогожском кладбище (Белокриницкого согласия).

## Православные монастыри

### Действующие

#### Мужские монастыри
| # | Изображение | Название                      | Тип                                                                          | Основан  | Адрес                                                 |
| - | ----------- | ----------------------------- | ---------------------------------------------------------------------------- | -------- | ----------------------------------------------------- |
| 1 |             | Андреевский монастырь         | мужской ставропигиальный                                                     | 1648 год | Андреевская набережная, д. 2 (м. Ленинский проспект). |
| 2 |             | Высоко-Петровский монастырь   | мужской ставропигиальный                                                     | 1315 год | Улица Петровка, д. 28 (м. Чеховская).                 |
| 3 |             | Данилов монастырь             | мужской ставропигиальный                                                     | XIII век | Даниловский Вал, д. 22 (м. Тульская).                 |
| 4 |             | Донской монастырь             | мужской ставропигиальный                                                     | 1591 год | Донская площадь, д. 1 (м. Шаболовская).               |
| 5 |             | Заиконоспасский монастырь     | мужской ставропигиальный                                                     | 1600 год | Никольская улица, д. 7-9 (м. Площадь Революции).      |
| 6 |             | Николо-Перервинский монастырь | официально статус монастыря не имеет, но относится к епархиальным монастырям | 1623 год | Шоссейная улица, д. 82 (м. Печатники).                |
| 7 |             | Новоспасский монастырь        | мужской ставропигиальный                                                     | 1490 год | Крестьянская площадь, д. 10 (м. Пролетарская).        |
| 8 |             | Сретенский монастырь          | мужской ставропигиальный                                                     | 1397 год | Большая Лубянка, д. 19 (м. Тургеневская).             |

#### Женские монастыри
| #  | Изображение | Название                                                             | Тип                                                    | Основан  | Адрес                                                                                                   |
| -- | ----------- | -------------------------------------------------------------------- | ------------------------------------------------------ | -------- | --- |
| 9  |             | Алексеевский монастырь                                               | женский ставропигиальный                               | 1837 год | 2-й Красносельский переулок, д. 5 (м. Красносельская).                                                  |
| 10 |             | Богородице-Рождественский монастырь                                  | женский ставропигиальный                               | 1386 год | Улица Рождественка, д. 20 (м. Трубная).                                                                 |
| 11 |             | Зачатьевский монастырь                                               | женский ставропигиальный                               | 1360 год | 2-й Зачатьевский переулок, д. 2 (м. Кропоткинская).                                                     |
| 12 |             | Иоанно-Предтеченский монастырь                                       | женский ставропигиальный                               | XV век   | Малый Ивановский переулок, д. 2 (м. Китай-город).                                                       |
| 13 |             | Марфо-Мариинская обитель                                             | женский ставропигиальный                               | 1909 год | Большая Ордынка, д. 34 (м. Третьяковская).                                                              |
| 14 |             | Богородице-Смоленский Новодевичий ставропигиальный женский монастырь | женский, с 2021 года ставропигиальный                  | 1524 год | Новодевичий проезд, д. 1 (м. Спортивная).                                                               |
| 15 |             | Покровский монастырь                                                 | бывший мужской, с 1994 года — женский ставропигиальный | 1635 год | Таганская улица, д. 58 (м. Крестьянская застава).                                                       |
| 16 |             | Троице-Одигитриева Зосимова пустынь                                  | женский ставропигиальный                               | 1826 год | В Новой Москве. Посёлок Зосимова Пустынь поселения Новофёдоровское, Троицкого административного округа. |

### Недействующие

#### Упразднены до революции
Многие московские монастыри были упразднены во времена императрицы Екатерины Второй, стремившейся провести секуляризацию, или даже ранее.
| # | Изображение | Название               | Тип     | Основан  | Упразднён | Состояние |
| - | ----------- | ---------------------- | ------- | -------- | --------- | --- |
|   |             | Ильинский монастырь    | мужской | 1518 год | 1626 год  | Сохранилась Церковь Ильи Пророка в Теплых рядах, на Ильинке. Церковь действующая.                                                                                                |
|   |             | Крутицкий монастырь    | мужской | XIII век | 1785 год  | Постройки большей частью сохранились, церковь действующая. |
|   |             | Мироносицкий монастырь | женский | XV век   | XVII век  | Монастырские постройки не сохранились, но существует действующий храм Успения Пресвятой Богородицы, выстроенный на месте монастырского храма Жен Мироносиц с Успенским приделом. |
|   |             | Фёдоровский монастырь  |         | 1627 год | 1709 год  | Сохранилась церковь Феодора Студита. Церковь действующая. |

##### Снесены до революции
| # | Изображение | Название                                        | Тип                                     | Основан         | Упразднён              | Состояние |
| - | ----------- | ----------------------------------------------- | --------------------------------------- | --------------- | ---------------------- | --- |
|   |             | Старый Алексеевский монастырь                   | женский                                 | 1360 год        | 1837 год               | Постройки не сохранились |
|   |             | Афанасьевский монастырь в Московском Кремле     | мужской                                 | 1389 год        | XVIII век              | Постройки не сохранились |
|   |             | Богоявленский Троице-Сергиев в Кремле монастырь | мужской                                 | конец XIV века  | 1763 год               | Постройки не сохранились |
|   |             | Варсонофьевский монастырь                       | женский                                 | XV век          | 1765 год               | Постройки не сохранились |
|   |             | Воскресенский Высокий монастырь                 | мужской                                 | XVI век         | 1651 год               | Постройки не сохранились, но на месте монастыря сохранились строения дореволюционного подворья Саввино-Сторожевского монастыря. И по преданию, данный монастырь дал наименование Воскресенским (Иверским) воротам. |
|   |             | Георгиевский монастырь                          | женский                                 | начало XVI века | 1813 год               | Почти все постройки снесены в советское время. Сохранились здания монастырских келий |
|   |             | Крестовоздвиженский монастырь                   | мужской                                 | 1547 год        | 1814 год               | Постройки не сохранились |
|   |             | Моисеевский монастырь                           | женский                                 | XVI век         | 1765 год               | Постройки не сохранились |
|   |             | Новинский монастырь                             | мужской, после 1746 — женский           | 1431 год        | 1764 год               | Постройки не сохранились |
|   |             | Покровский Лыщиков монастырь                    | мужской                                 | до 1504 года    | 1593 год либо 1611 год | Постройки не сохранились |
|   |             | Саввин монастырь                                | мужской, с середины XVII века — женский | до 1456 года    | 1690 год               | Постройки не сохранились |
|   |             | Спасо-Преображенский монастырь на Всходне       | мужской                                 | до 1390 года    | 1610 год               | Постройки не сохранились. |
|   |             | Чигасов монастырь                               | мужской                                 | до 1483 года    | до 1625 года           | Постройки не сохранились |

#### Упразднены в советское время
В этом разделе перечислены монастыри, которые действовали на 1917 год, были закрыты в советские годы, но сохранились (полностью или частично) однако монашеская жизнь в них не возрождена.
| # | Изображение | Название                                  | Тип     | Основан  | Упразднён   | Состояние |
| - | ----------- | ----------------------------------------- | ------- | -------- | ----------- | --- |
|   |             | Андроников монастырь                      | мужской | 1357 год | 1918 год    | Сохранились все постройки кроме колокольни и некрополя. |
|   |             | Богоявленский монастырь                   | мужской | 1296 год | 1920-е      | Сохранились собор, колокольня, здание братских келий и настоятельские покои. Собор действующий. |
|   |             | Всехсвятский единоверческий монастырь     | женский | 1862 год | 1922 год    | Большинство построек снесено. Частично сохранилось здание Никольской церкви и корпус келий. Здания заняты сторонней организацией. |
|   |             | Знаменский монастырь                      | мужской | 1631 год | 1923 год    | Сохранился Знаменский собор монастыря. Собор действующий. |
|   |             | Казанский Головинский монастырь           | женский | 1886 год | 1929 год    | Здания снесены, за исключением колокольни. |
|   |             | Николо-Греческий монастырь                | мужской | XIV век  | 1920-е годы | Сохранились корпуса монастыря, один из них с колокольней, монастырский собор утрачен. Планируется воссоздание монастыря, но на данный момент сохранившееся здания церкви не переданы. |
|   |             | Никольский единоверческий монастырь       | мужской | 1866 год | 1923 год    | Постройки сохранились и переданы церкви, но монастырь не возрождён. |
|   |             | Симонов монастырь                         | мужской | 1370 год | 1920 год    | Сохранилась стена с тремя башнями (в том числе, башня «Дуло»), Трапезная палата с церковью Тихвинской иконы Божией Матери, братский корпус и пятиэтажная постройка 17-го века «Сушило» для сушки солода (самое высокое нецерковное здание допетровской Москвы). Все сохранившиеся постройки представляют огромную историко-художественную ценность, но пребывают в ветхости. Церковь действующая. |
|   |             | Скорбященский монастырь                   | женский | 1889 год | 1918 год    | Частично сохранился собор монастыря, а также рукодельный корпус, часовня и участки ограды. Собор находится в руинированном состоянии и не передан церкви. |
|   |             | Князь-Владимирский монастырь в Филимонках | женский | 1891 год | 1920-е годы | В Новой Москве. Постройки заняты психоневрологическим интернатом. |

##### Снесены в советское время
| Изображение | Название                                    | Тип     | Основан  | Упразднён                    | Состояние |
| ----------- | ------------------------------------------- | ------- | -------- | ---------------------------- | --- |
|             | Вознесенский монастырь в Московском Кремле  | женский | 1386 год | 1918 год                     | Постройки не сохранились. При раскопках 2014—2016 гг. были обнаружены фрагменты фундаментов.                      |
|             | Монастырь Спаса на Бору в Московском Кремле | мужской | XIV век  | 1933 год (дата сноса собора) | Монастырь упразднён задолго до 1917 года[уточнить], собор снесён в 1933 году.                                     |
|             | Чудов монастырь в Московском Кремле         | мужской | 1365 год | 1918 год                     | Постройки не сохранились. При раскопках 2014—2016 гг. были обнаружены фундаменты монастырских церквей и построек. |
|             | Златоустовский монастырь                    | мужской | 1412 год | 1918 год                     | Почти все постройки снесены                                                                                       |
|             | Никитский монастырь                         | женский | 1582 год | 1920-е годы                  | Почти все постройки снесены. Сохранился корпус келий и фрагмент монастырской ограды.                              |
|             | Страстной монастырь                         | женский | 1654 год | 1928 год                     | Постройки не сохранились                                                                                          |

## Православные монастырские подворья
На данных монастырских подворьях существуют монашеские общины, которые живут по монастырскому уставу
| # | Изображение | Название | Тип     | Основано | Адрес |
| - | ----------- | --- | ------- | -------- | --- |
| 1 |             | Подворье Афонского Пантелеймонова монастыря при Храме Никиты Мученика на Швивой горке | мужской | 1992 год | Гончарная улица, д. 4-6 (м. Таганская). |
| 2 |             | Подворье Валаамского Спасо-Преображенского монастыря при Храме преподобных Сергия и Германа Валаамских                                                                                           | мужской |          | 2-я Тверская-Ямская улица, 52 (м. Белорусская). |
| 3 |             | Подворье Оптиной Пу́стыни при Храме Петра и Павла в Ясеневе | мужской | 1997 год | Новоясеневский проспект, д. 42 (м. Новоясеневская). |
| 4 |             | Подворье Пюхтицкого монастыря при Храме Николая Чудотворца в Звонарях | женский | 1966 год | ул. Рождественка, 15/8 (м. Трубная). |
| 5 |             | Подворье Саввино-Сторожевского монастыря при Храме Серафима Саровского в Кунцеве. Подворье построено на месте не сохранившейся Серафимовской женской обители, существовавшей с 1906 по 1922 год. | мужской | 2000 год | ул. Багрицкого, д.10, корп.3 (м. Кунцевская). |
| 6 |             | Подворье Серафимо-Дивеевского монастыря при Храме в честь Собора Дивеевских Святых | женский | 2008 год | Проспект Мира, 22 (м. Проспект Мира). |
| 7 |             | Подворье Соловецкого монастыря при Храме Великомученика Георгия Победоносца в Ендове | мужской |          | Садовническая ул., 6 (м. Новокузнецкая). |
| 8 |             | Подворье Троице-Сергиевой лавры при Храме Троицы Живоначальной в Троицкой слободе | мужской |          | 2-й Троицкий переулок, 6а (м. Цветной бульвар). |
| 9 |             | Подворье Иосифо-Волоцкого ставропигиального монастыря в Москве | мужской |          | Мневники ул, влад.10 (м. Хорошево, м. Хорошевская, м. Полежаевская), Исторические здания Подворья: Б.Дмитровка 18, Столешников пер. 10/18. Ильинка ул., 7, Ильинка ул., 13-15. |

## Старообрядческие монастыри
| # | Изображение | Название                                                              | Основан  | Адрес                     |
| - | ----------- | --------------------------------------------------------------------- | -------- | ------------------------- |
| 1 |             | Преображенская старообрядческая община                                | 1771 год | Преображенский Вал, д. 17 |
| 2 |             | Старообрядческий Рогожский храмовый комплекс. Не является монастырём. | 1771 год | Рогожский посёлок, д. 29. |

## Католические монастыри
| Изображение | Название                    | Тип     | Основан  | Адрес                    |
| ----------- | --------------------------- | ------- | -------- | ------------------------ |
|             | Монастырь Святого Франциска | мужской | 1993 год | Шмитовский проезд, д. 2А |